# TTL 7415

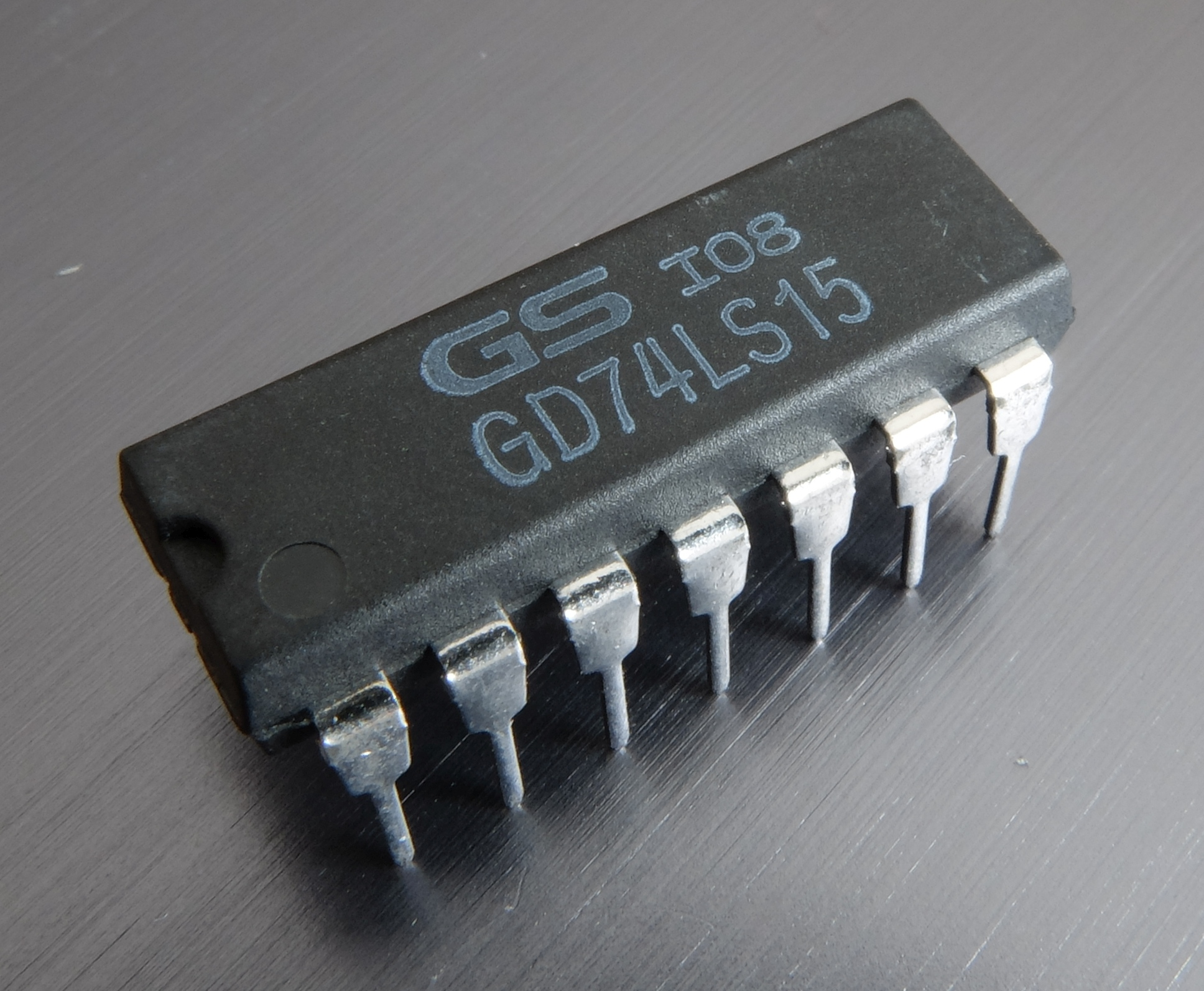
Circuito integrado GD74LS15 da LG Electronics

O circuito integrado TTL 7415 é um dispositivo TTL encapsulado em um invólucro DIP de 14 pinos que possui três portas AND de três entradas com coletor aberto.

## Tabela-verdade
{\displaystyle Y=ABC}
| A (entrada) | B (entrada) | C (entrada) | Y (saída) |
| ----------- | ----------- | ----------- | --------- |
| L           | X           | X           | L         |
| H           | L           | X           | L         |
| H           | H           | L           | L         |
| H           | H           | H           | Z         |

H (nível lógico alto)
L (nível lógico baixo)